# NGC 1708
NGC 1708 – gromada otwarta znajdująca się w gwiazdozbiorze Żyrafy. Odkrył ją John Herschel 16 lutego 1831 roku. Jest położona w odległości ok. 2,1 tys. lat świetlnych od Słońca.